# Thomas Fekete
Thomas Lukas Fraga Fekete (* 19. září 1995, Bern, Švýcarsko) je švýcarský fotbalový obránce brazilského původu, který hraje v klubu BSC Young Boys.

## Klubová kariéra
Fekete začínal ve Švýcarsku s profesionálním fotbalem v klubu BSC Young Boys, ve Swiss Super League debutoval 29. září 2013 proti FC Zürich (prohra 0:1).

## Reprezentační kariéra
Fekete reprezentuje Švýcarsko v mládežnické kategorii U19.